# Dinastía Ganga Oriental
La dinastía Ganga Oriental (también conocida como Purba Gangas, Rudhi Gangas o Prachya Gangas) fue una gran dinastía de la realeza hindú de la India de la época medieval que reinó en Kalinga desde el siglo V hasta mediados del siglo XX. Los Gangas Orientales gobernaron gran parte de la región moderna de Odisha en tres fases diferentes por el paso del tiempo, conocidas como Primeros Gangas Orientales (493-1077), Gangas Orientales Imperiales (1077-1436) y Gangas Khemundi (1436-1947). Se les conoce como "Gangas Orientales" para distinguirlos de los Gangas Occidentales que gobernaron Karnataka. El territorio gobernado por la dinastía comprendía todo el actual estado indio de Odisha, así como partes importantes del norte de Andhra Pradesh, partes de Chhattisgarh y algunos distritos del sur de Bengala Occidental. El idioma oriya obtuvo estatus oficial en su régimen tras la evolución de la lengua a partir del Odra Prakrit. Los primeros gobernantes de la dinastía gobernaron desde Dantapuram; la capital se trasladó más tarde a Kalinganagara (actual Mukhalingam) y finalmente a Kataka (actual Cuttack) y luego a Paralakhemundi.
Hoy en día, se les recuerda sobre todo como los constructores de los mundialmente conocidos Templo de Yáganat de Puri y Templo del Sol de Konark (situados en Odisha), así como del templo Madhukeshwara de Mukhalingam, del templo Nrusinghanath en Simhachalam, en la antigua Kalinga (actual Andhra Pradesh) y del templo Ananta Vasudeva en Bhubaneswar. Los Gangas han construido varios templos además de los mencionados.
Los gobernantes de la dinastía Ganga Oriental defendieron su reino de los constantes ataques de los invasores musulmanes. Este reino prosperó gracias al comercio y la riqueza se empleó sobre todo en la construcción de templos. El gobierno de la dinastía llegó a su fin bajo el mandato del rey Bhanudeva IV (c. 1414-34), a principios del siglo XV, y después Khemundi Ganga comenzó a gobernar hasta la abolición de los zamindari en la India moderna. Se dice que la dinastía Ganga Oriental fue la que reinó durante más tiempo en Odisha. Su moneda se llamaba Fanam de Ganga y era similar a la de los Cholas y los chalukyas orientales del sur de la India.

## Origen
Según B. Masthanaiah, el origen de los Gangas orientales no está claramente establecido. Sin embargo, el renombrado catedrático británico, artista, crítico de arte, historiador, arqueólogo y una autoridad en arte y arquitectura indios, Percy Brown, sugirió que los templos de Mukhalingam eran anteriores a los de Bhubaneswar (esto no se explica porque Bhubaneswar contiene varios templos anteriores a Mukhalingam) y que se habían construido siguiendo la arquitectura de los templos chalukias de Badami, originaria de Karnataka, desde el siglo IV y que los artesanos odia los siguieron como modelo para construir templos en su región de Trikalinga (Odisha) durante el reinado de los Gangas Orientales, el reino gajapati y posteriormente. La torre de un templo de Odisha muestra una combinación de los tipos de decoración Rekha y Pidha Deul, tomada de los templos Kadamba de Karnataka, donde apareció por primera vez.
El templo de Madhukeswara (Mukhalingeswara) de Mukhalingam también se parece a los templos Kadamba de Karnataka. Desde el siglo IV, las ciudades de Aihole, Badami y Pattadakal se han convertido en “la cuna de la arquitectura india de templos y de la arquitectura en roca hindú, las obras de arte en piedra y las técnicas de construcción”. Al igual que sus predecesores, Indravarma, rey de Ganga Oriental del siglo VII, utilizó la escritura común  télugu canarés utilizada también por los chalukyas de Badami y su rama subordinada Vengi chalukya. Todo ello constituye una prueba fehaciente de que los Gangas orientales se originaron a partir de los anteriores Gangas Occidentales (establecidos hacia 350 d. C.) de Karnataka.
Según el historiador Upinder Singh, en el siglo IV, Odisha (actual Odisha) estaba dividida en varios pequeños principados, algunos de los cuales debían lealtad a los Gupta. Dinastías como los Pitribhaktas, los Matharas y los Vasishthas alcanzaron el poder en el sur de Odisha. En el siglo V surgieron los Gangas orientales en el sur de Kalinga. Estos reyes eran probablemente una rama de los Gangas occidentales y eran emigrantes de Karnataka.
Las planchas de cobre de Korni (1113 d. C.) y Vishakhapatnam (1118/1119 d. C.), ambas del emperador Anantavarman Chodaganga, la plancha de cobre de Dasgoba de Rajaraja III (1198/99 d. C.), la plancha de cobre de Nagari de Anangabhima III y otros registros similares trazan la ascendencia de los Gangas orientales hasta Kamarnava I. La plancha de cobre de Kendupatna de Narasimhadeva II y la de Puri de Narasimhadeva IV también afirman que Kamarnava procedía de la provincia de Gangawadi, actualmente en Karnataka. La plancha de cobre de Korni menciona que Kamarnava I llegó a la montaña Mahendra, situada al este de Gangawadi, y de allí a Kalinga. También afirma que Kamarnava I, el hijo mayor de Virasimha, había abandonado Kolahalapura (o Kolar), la capital de Gangawadivisaya (reino de Ganga Occidental en el sur de Karnataka) tras ceder su legítimo trono a su tío paterno. Partió hacia el este junto con sus cuatro hermanos para establecer un nuevo reino, alcanzó y ascendió a la cima de la montaña de Mahendra, adoró a Shiva como Dios Gokarnaswamin o Gokarneswara, obtuvo el emblema del toro (Nandi), descendió al lado oriental, derrotó y mató en batalla al rey tribal local Sabaraditya (Savaraditya) o Baladitya y adquirió todo Kalinga con las bendiciones de Gokarneswara. El historiador Bhairabi Prasad Sahu afirma que los Gangas, tras conquistar la zona al sur de la montaña Mahendragiri hacia 498-500 de nuestra era, reconocieron a una deidad de la tribu Saora (Savara o Sabara) en la montaña Mahendragiri con el nombre de Shiva-Gokarnaswamin como deidad patrona de su familia.
El epigrafista John Faithfull Fleet ha identificado Gangawadi y Kolahalapuram con la Dinastía Ganga Occidental (fundada en 350 d. C.) y Kolar, gobernada por los Gangas occidentales. Tanto los primeros reyes orientales de Ganga como los últimos mantenían estrechas relaciones con los Kadambas orientales, que actuaban bajo sus órdenes como jefes y gobernadores provinciales. La mayoría de los reyes Ganga orientales de Kalinga, tanto los primeros como los posteriores, adoraban los sagrados pies de Gokarneswara de Mahendragiri. Esta deidad también tiene una fuerte conexión con Karnataka a través del templo de Mahabaleshwar, situado en Gokarna (Karnataka), que es el único Atmalinga del dios Shiva en todo el mundo. La familia Kadamba oriental, feudatarios de los primeros Gangas en el siglo X y principios del XI, gobernaban una pequeña zona en las proximidades de la montaña Mahendra.
El historiador Dineshwar Singh enumera varios hechos que apuntan a una relación entre los Gangas orientales y los occidentales. Al igual que los Gangas y los Kadambas de Karnataka tenían relaciones maritales entre sí, lo mismo ocurría con los Gangas y los Kadambas de Kalinga. El Dios de la familia de los Kadambas de Vaijayanti (Banavasi), Palasige y Hangal (todos en Karnataka) se describe en sus inscripciones como Madhukeshwara Jayanti (Vaijayanti) de Banavasi. El historiador M. Somasekhara Sarma sugiere que los Kadambas trajeron consigo a su Dios familiar Madhukeshwara a su nuevo hogar Kalinga. Parece ser que Kamarnava II construyó el templo de Madhukeshwara en Nagara a instancias de uno de sus feudatarios y parientes, los Kadambas orientales. El historiador G. R. Varma sugiere además que el rey de Ganga Oriental, Kamarnava II, renovó el templo existente de Gokarneshwara antes de rebautizarlo como Madhukeshwara.
El historiador R. Subba Rao afirma que el dios Madhukeswara de Kalinganagara también se llamaba Jayanteswara (basado en la ciudad de Vaijayanti o Banavasi) o Gokarneshwara (deidad Mahabaleshwar de Gokarna) en algunas de las inscripciones encontradas en ese templo. Somasekhara Sarma afirma que los Kadambas orientales probablemente llegaron a Kalinga desde los distritos de Dharwad, Belagavi y Ratnagiri. Lo corrobora mostrando la presencia de una aldea denominada, como burda distorsión del topónimo canarés Palasige (Halasi o Palasi en canarés antiguo), como Palasa (Palasika) en la región de Kalinga. La mayoría de los primeros Gangas occidentales eran shaivas, al igual que los primeros y los últimos Gangas orientales de Kalinga.
Además, mientras que las tradiciones de los bardos de la dinastía Ganga Occidental afirman descender del Sol a través de la dinastía iksuakú, las genealogías Gangas orientales atribuyen la descendencia de la Luna; el linaje Chandra vamsa. A diferencia de la dinastía Ganga occidental, que remontaba su linaje a la dinastía solar, los últimos Gangas orientales se atribuían una descendencia lunar de Vishnu a través de Brahma, Atri y Chandra (Luna).
Dineshwar Singh concluye que, a pesar de las opiniones y argumentos contrarios a una relación entre las dos dinastías de Ganga (la occidental y la oriental), las similitudes enumeradas entre ellas indican claramente que el fundador de la dinastía Ganga Oriental viajó desde la provincia de Gangawadi, en Karnataka, y llegó a Trikalinga.
Los historiadores R. S. Sharma y K. M. Shrimali afirman que varias familias gobernantes de origen kannada florecieron y gobernaron Odisha, como los Gangas orientales, los Kadambas orientales, la rama Rashtrakuta de Odisha, que gobernó desde el fuerte de Vagharakotta, probablemente en la región de Sambalpur, y los Tailapa-Vamsis (que gobernaron en los alrededores de Ganjam y Parlakimidi), que emigraron durante o después del año 973 d. C. al establecerse el Imperio chalukya de Kalyani y fueron sus feudatarios. Algunos sospechan que llegaron con las campañas de Vikramaditya VI por el norte, centro, este y noreste de la India, en algún momento antes de 1063-68 d. C.

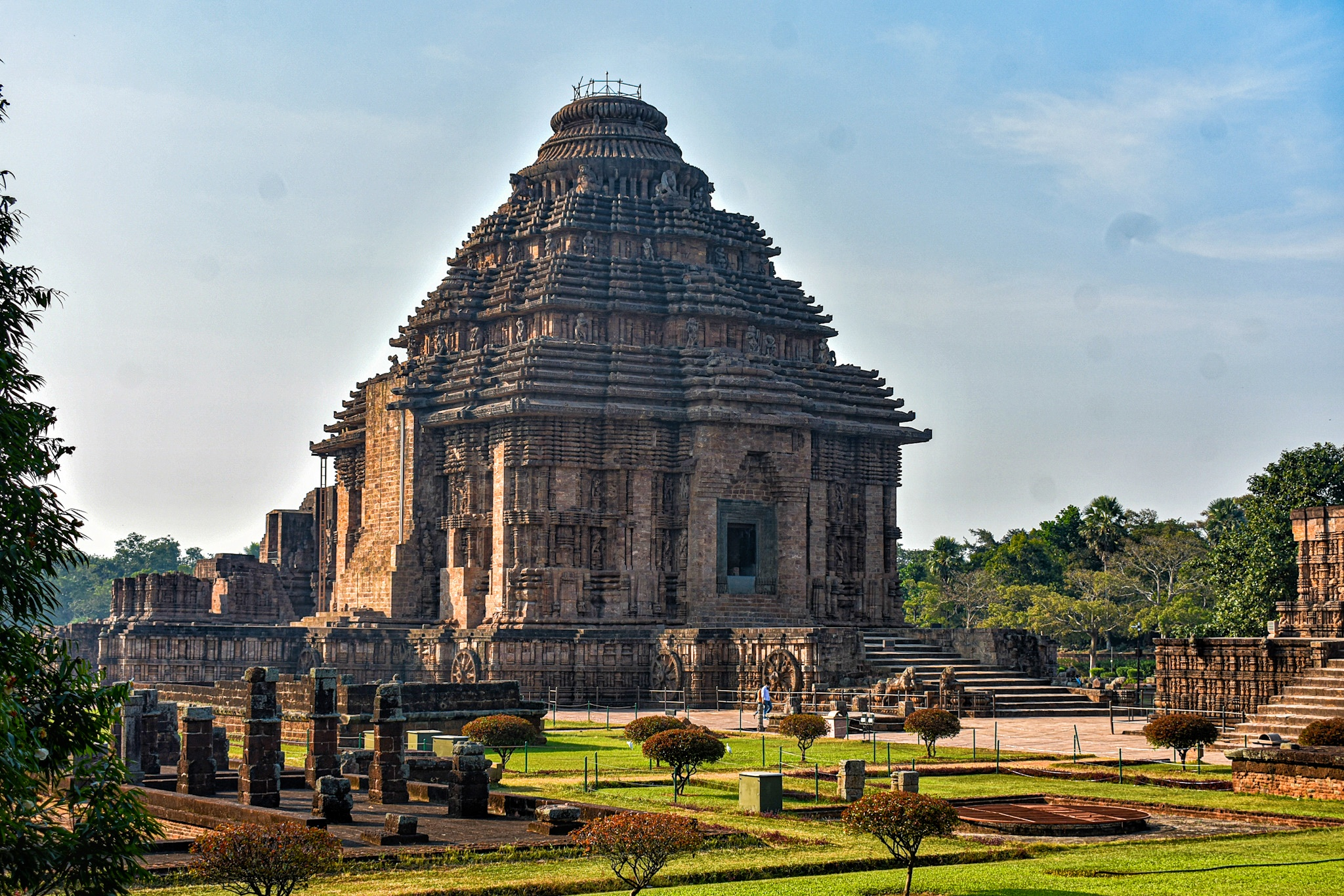
Estructura del Templo Principal, templo del Sol de Konark.

Se identifican cinco dominios prominentes de la familia Ganga Oriental de Kalinga en cinco centros administrativos diferentes: Kalinganagara (Srikakulam), Svetaka Mandala (Ganjam), Giri Kalinga (Simhapur), Ambabadi Mandala (Gunupur, Rayagada) y Vartanni Mandala (Hinjilikatu, Ganjam). En el corazón de Ganga Oriental había tres partes de Kalinga: Daksina Kalinga (Pithapura), Madhya Kalinga (Yellamanchili Kalinga o Visakhapatnam) y Uttara Kalinga (distritos de Srikakulam, Ganjam, Gajapati y Rayagada). El primer rey prominente conocido fue Indravarman, destacado por su concesión en plancha de cobre de Jirjingi. La concesión Godavari de Raja Prthivimalla y la concesión Ramatirtham del rey Indrbhattaraka de Vishnukundina se refieren a una guerra de elefantes de cuatro colmillos o Chaturdanta Samara en la que Indravarman I el hijo de Mitavarman, un general Ganga del rey Vakataka y un gobernante local de Dantapura comandó una alianza de pequeños reinos del sur de Kalinga contra el poderoso rey Vishnukundina Indrabhattaraka, lo derrotó y lo mató. Los Vishnukundina volvieron con ganas de venganza, derrotaron al rey Vakataka y a los miembros de la alianza mientras Indravarman se declaraba trikalingadhipati (‘el señor de los tres Kalingas’) saliendo de la oscuridad y trasladando su capital hacia el norte lejos de los atacantes Vishnukundina. Su hijo Hastivarman se encontró atrapado entre dos dinastías feudales Gupta de Odisha, los Vigrahas del sur de Toshali y los Mudgalas. Uniéndose a la embestida como su padre, comandó importantes batallas contra los Vigrahas y ganó territorios en las partes septentrionales de la antigua Kalinga y se declaró a sí mismo como sakalakalingadhipati (‘gobernante de toda Kalinga’). La dinastía, aunque seguía siendo una fuerte familia gobernante en la antigua Odisha y el norte de Andhra Pradesh, continuó siendo vasalla bajo la autoridad central de la dinastía Bhauma-Kara, como lo demuestra el hecho de que un pequeño rey de Ganga Oriental perteneciente al clan y llamado Jayavarmadeva se mencionó a sí mismo como vasallo de Sivakara Deva I en su concesión de Ganjam y con cuyo permiso otorgó las concesiones.

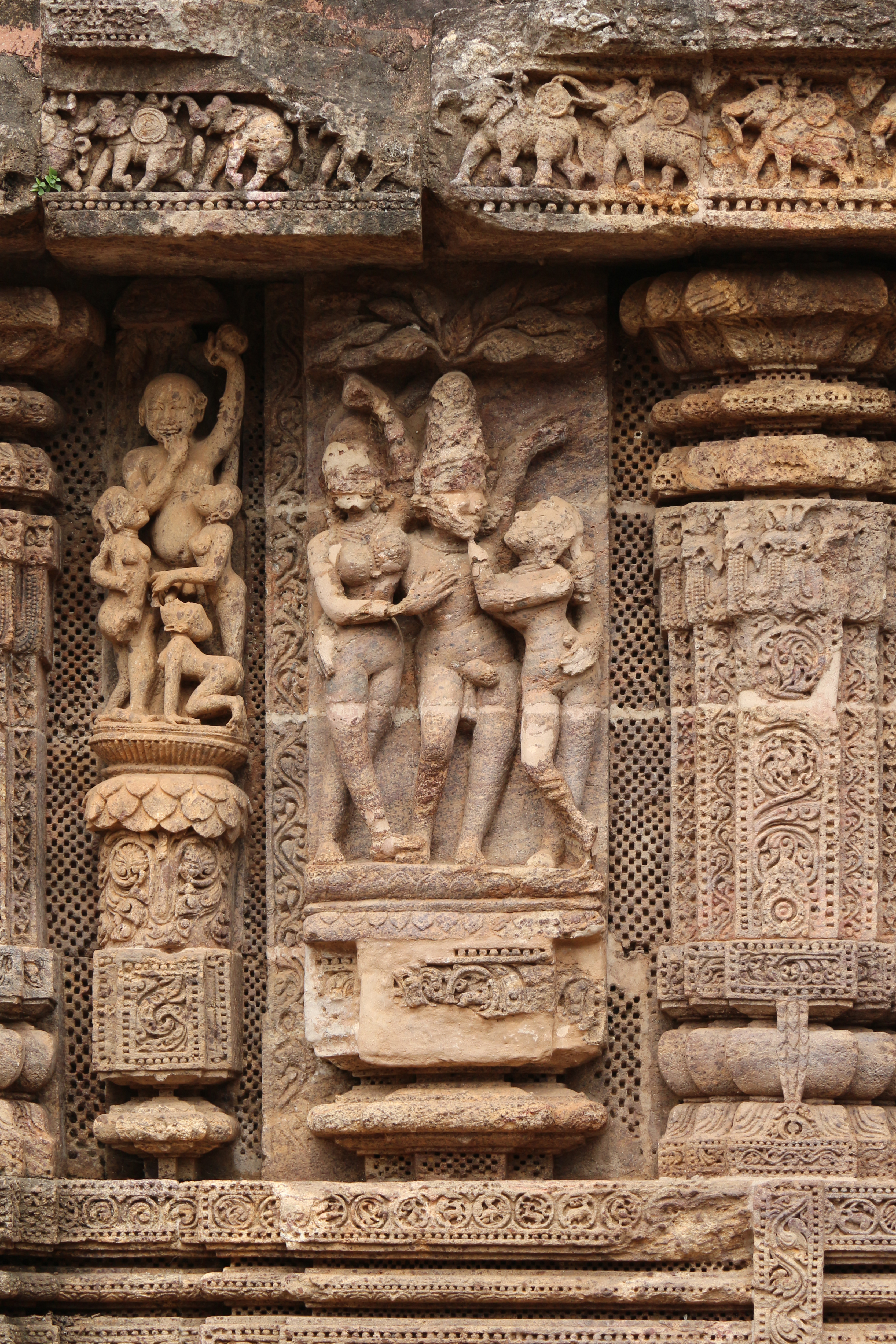
Relieves en el templo del Sol de Konark.

Fue durante el gobierno de Anantavarman Vajrahasta V, a mediados del siglo XI, cuando el clan empezó a emerger como una importante potencia militar que desafiaba la autoridad de la dinastía Somavanshi en sus fronteras septentrionales y se aliaba con sus acérrimos rivales, los kalchuris.
Tras una serie de victorias en batalla y la concesión de tierras a trescientas familias brahmánicas de su reino, Vajrahasta V asumió los títulos de trikalingadhipati y sakalakalingadhipati desafiando la autoridad centralizada de los Somavanshis y sentando las bases de una era imperial para los Gangas orientales.
En los últimos años del siglo, Devendravarman Rajaraja I derrotó por completo al rey Somavanshi Mahasivagupta Janmenjaya II mientras desafiaba a los Cholas en batalla, además de establecer su autoridad en la región de Vengi.
Los Cholas fueron derrotados por Rajaraja I y la princesa Chola, Rajasundari, fue casada con el rey Ganga oriental como gesto de buena voluntad para arreglar los asuntos entre ambas dinastías.
La identificación del padre de Rajasundari es un asunto de gran controversia y algunos eruditos como K. A. Nilakanta Sastri identifican al rey como Virarajendra Chola. Tras la repentina muerte de Rajaraja I, sus hijos menores de edad Chodaganga Deva ascendieron al trono, perdiendo las numerosas partes de su reino ancestral a manos de los Cholas que ahora se encontraban en una posición ventajosa.
Sin embargo, el emperador Ananatavarman Chodaganga Deva no sólo vivió una joven vida de prolongadas luchas y reveses, sino que finalmente consiguió eliminar por completo la presencia Chola de la región y asegurar finalmente Utkala, Kalinga, Gauda, Radha y Vengi como un solo reino. Aunque muchas de sus inscripciones se encuentran dentro de los límites del antiguo reino de Vengi, esta gran extensión de su imperio desde Bengala hasta Vengi aparece claramente en sus inscripciones de concesión de Korni.
En la concesión del templo Sri Kurmam de Chodaganga, se afirma claramente que ha extendido su territorio desde los ríos Bhagirathi Ganga a Gautami Ganga, que es literalmente la región entre los ríos Ganges y Godavari. El único frente en el que sufrió reveses fue contra sus rivales occidentales los Kalachuris, donde no tuvo éxito. Su descendiente Anangabhima Deva III completó gradualmente la tarea de derrotarlos.
En su concesión de la plancha de cobre de Korni se menciona a sí mismo como el señor de 99 000 elefantes de guerra, lo que contando la fuerza militar de acuerdo con el antiguo sistema Gulma de divisiones militares, sitúa su fuerza en un millón de hombres y medio millón de animales empleados a su mando. Debido a su relación materna con los Cholas, un tío de este pueblo de Chodaganga llamado Virachoda se había puesto de su lado como guardián protector contra los Cholas invasores desde su infancia.
Chodaganga estaba casado con la hija de este tío y también tenía oficiales tamiles a su servicio durante toda su vida en asuntos de guerra y administración. Chodaganga Deva no sólo reunificó la mayor parte de la antigua Kalinga, que se extendía desde los ríos Ganga a Godavari, sino que dirigió los cimientos de la hegemonía imperial de los Gangas orientales en la costa oriental de la India.
Chodaganga Deva era un rey fuerte y era hijo de Rajaraja Devendravarman y nieto de Vajrahasta Anantavarman de los Gangas Imperiales de Kalinganagara. Su madre era la princesa Rajasundari de la dinastía Chola.

## Historia

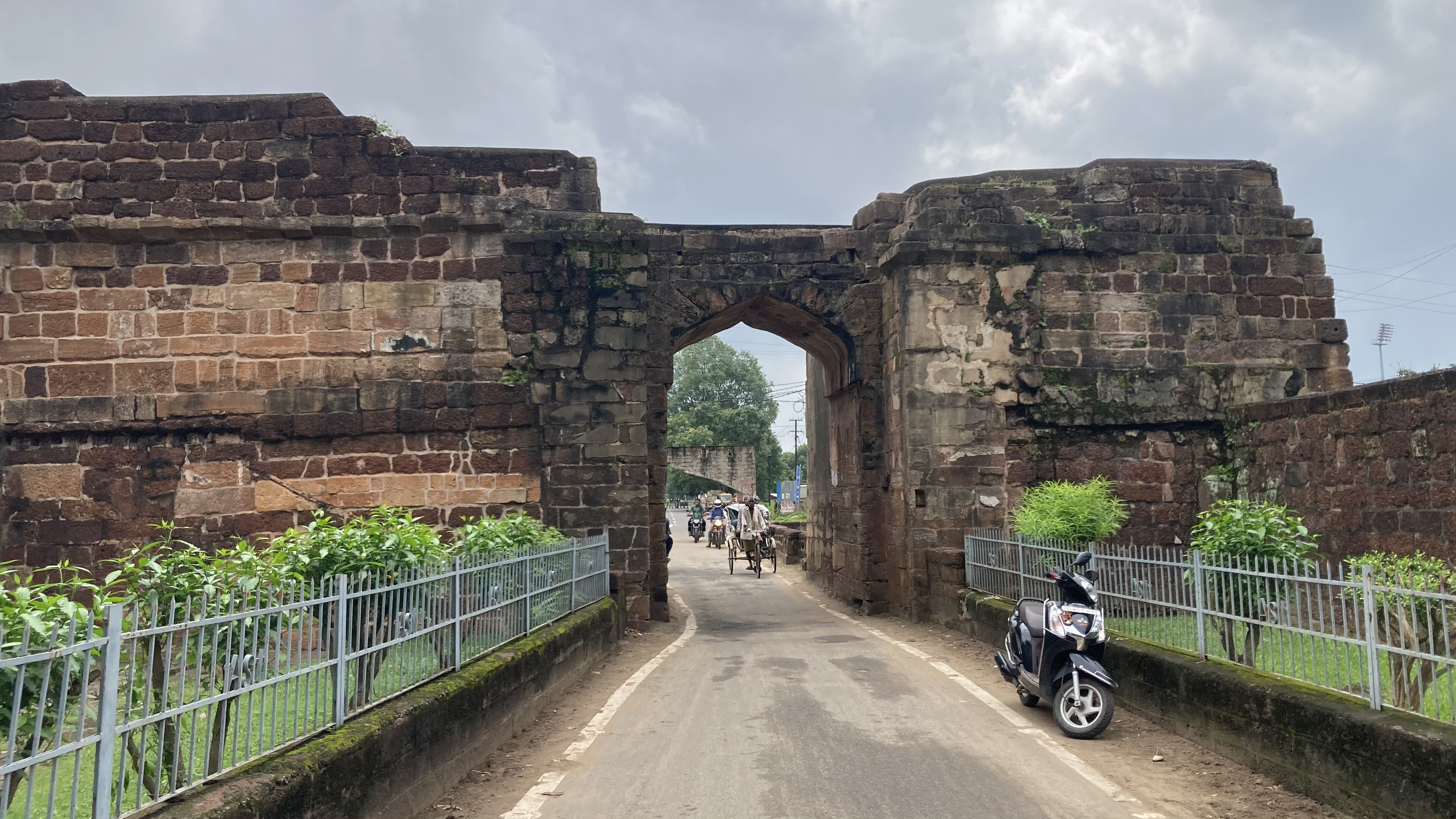
Antiguo fuerte de Barbati, Capital de la dinastía Ganga Oriental.

Tras la caída de la dinastía Mahameghavahana, Kalinga se dividió en diferentes reinos bajo jefes feudatarios. Cada uno de estos jefes llevaba el título de kalingadhipathi (Señor de Kalinga). Los inicios de lo que se convirtió en la dinastía Ganga Oriental se produjeron cuando Indravarma I derrotó al rey Vishnukundina, Indrabhattaraka, y estableció su dominio sobre la región con Kalinganagara (o Mukhalingam) como capital, y Dantapuram como capital secundaria. Los reyes Ganga asumieron diversos títulos, como trikalingadhipathi o sakala kalingadhipathi.

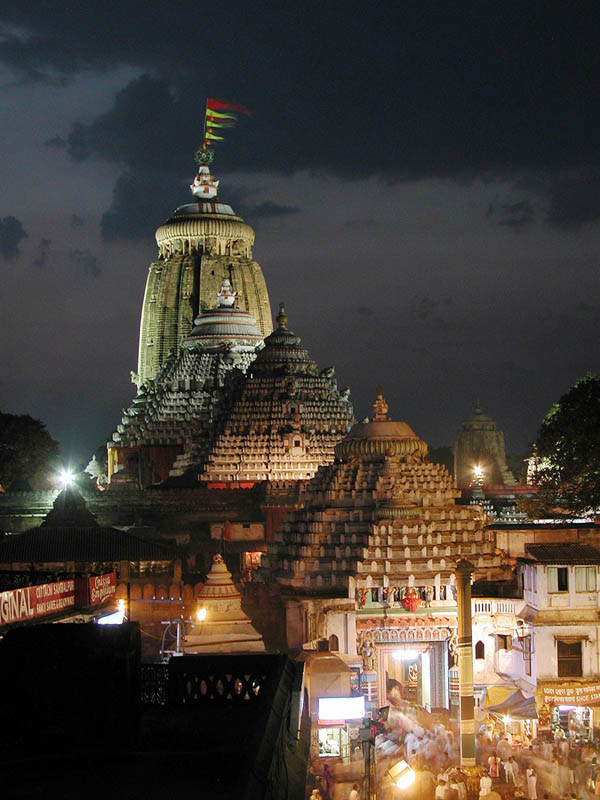
Templo de Yáganat (Puri), construido por el maharajá Anantavarman Chodaganga Deva.

Mukhalingam, cerca de Srikakulam, en Andhra Pradesh, en la frontera con Odisha, ha sido identificada como Kalinganagara, la capital de los primeros Gangas orientales.
Tras el declive del reinado de los primeros Gangas orientales, los chalukyas de Vengi se hicieron con el control de la región. El primer monarca de la dinastía, Vajrahastha Aniyakabhima I (980-1015 d. C.), aprovechó las luchas internas y reavivó el poder de la dinastía Ganga. Fue durante su gobierno cuando el shivaísmo se impuso sobre el budismo y el jainismo. El magnífico templo de Srimukhalingam en Mukhalingam se construyó durante este periodo.
En el siglo XI, los Chola sometieron el reino de Ganga a su dominio con la repentina muerte de Devendravarman Rajraja I. Su hijo Chodaganga Deva, que ascendió al trono a los cinco años bajo la protección proporcionada por uno de sus tíos maternos de la familia Chola, tuvo que superar múltiples obstáculos antes de asegurar Kalinga, Vengi, Utkala, Odra y partes de Bengala como un solo reino.

### Matrimonio entre disnatías
Se sabe que los Gangas orientales se casaron con los Cholas y los chalukyas. El estado inicial de la dinastía pudo comenzar a principios del siglo V.

### Dinastía Chodaganga

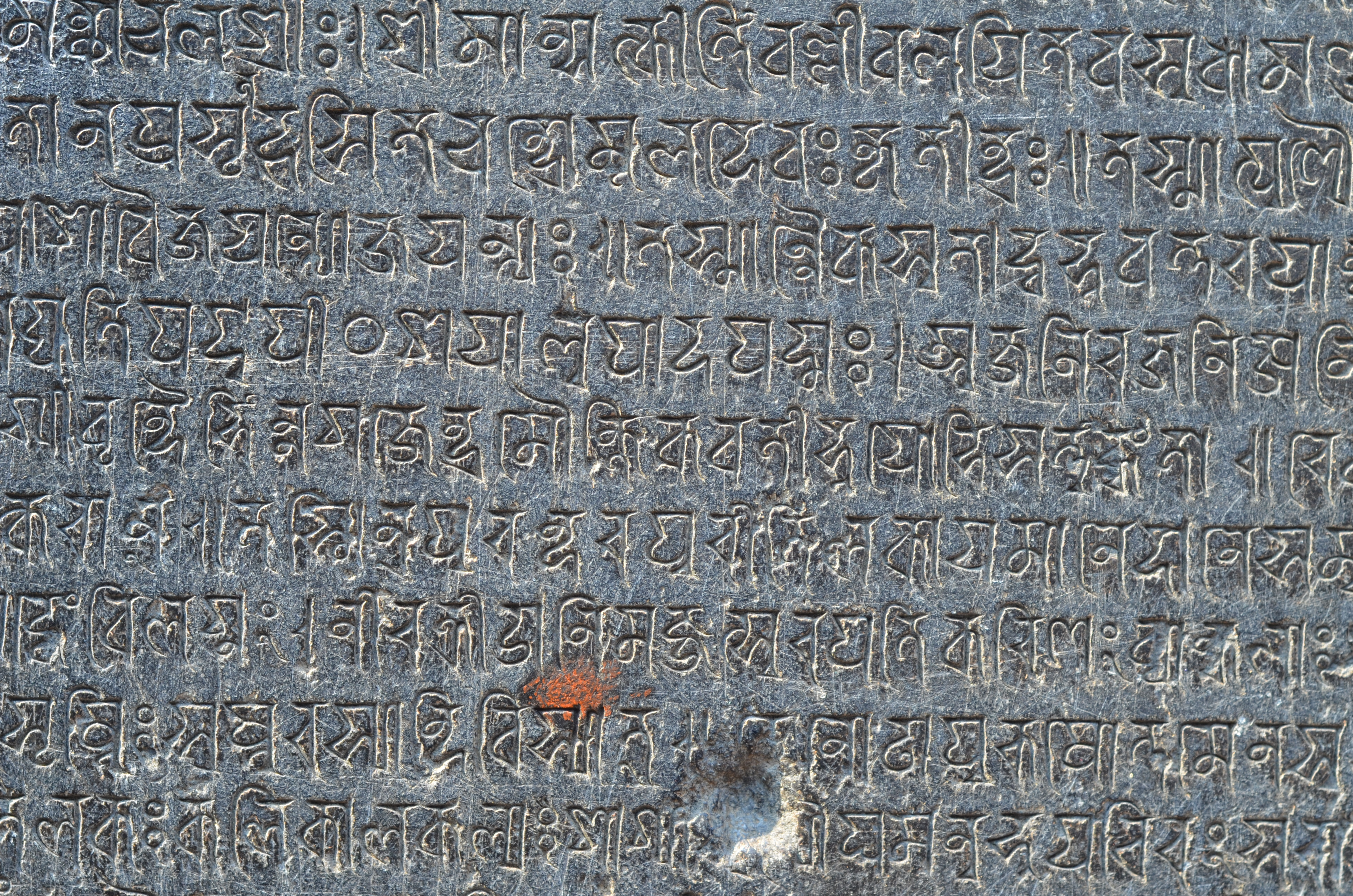
Inscripción del templo Ananta Vasudeva.

Hacia finales del siglo XI, la dinastía pasó a denominarse Chodaganga por el nombre de su fundador, Anantavarman Chodaganga. Era hijo de Rajaraja Deva, gobernante del reino de Kalinga, centrado en la región del sur de Odisha y la costa norte de Andhra, y su madre era la princesa Chola Rajasundari, hija del emperador Chola Virarajendra Chola.
Se cree que gobernó desde el río Ganges en el norte hasta el río Godavari en el sur, sentando así las bases de la dinastía Ganga Oriental. También durante su gobierno se construyó el gran Templo de Yáganat en Puri. Asumió el título de trikalingadhipathi en 1076 d. C., con lo que fue el primero en gobernar las tres divisiones de Kalinga.
Anantavarman fue una persona religiosa y un mecenas del arte y la literatura. Se le atribuye la construcción del famoso Templo de Yáganat de Puri, en Odisha. Al rey Anantavarman Chodagangadeva le sucedió una larga serie de ilustres gobernantes, como Narasingha Deva I (1238-1264).
Rajaraja III ascendió al trono en 1198 y no hizo nada para resistir a los musulmanes del Imperio gúrida de la dinastía Khalji de Bengala, que invadieron Odisha en 1206. Sin embargo, el hijo de Rajaraja, Anangabhima III, rechazó a los musulmanes y construyó el templo de Megheswara en Bhuvaneshvara.
Narasimhadeva I, hijo de Anangabhima, invadió el sur de Bengala en 1243, derrotó a su gobernante musulmán del sultanato de Delhi, capturó la capital (Gauda) y construyó el Templo del Sol en Konark para conmemorar su victoria. Narasimhadeva I fue también el primer rey que utilizó el título de Gajapati  (Señor de los elefantes de guerra o Rey con un ejército de elefantes) entre los reyes de Odisha en la inscripción de 1246 a. C. en el templo de Kapilash.
Con la muerte de Narasimha en 1264, los Gangas Orientales empezaron a declinar; el sultán de Delhi, Firuz Shah Tughlaq, invadió Odisha entre 1353 y 1358, y cobró tributo al rey Ganga. Los Nayaks Musunuris derrotaron a los poderes de Odisha en 1356. Narasimha IV, el último rey conocido de la dinastía de Ganga Oriental, gobernó hasta 1425. El rey loco, Bhanudeva IV, que le sucedió, no dejó inscripciones; su ministro Kapilendra usurpó el trono y fundó la dinastía Suryavamsha en 1434-1435.

## Lista de gobernantes
A continuación figura la lista de gobernantes de Ganga Oriental:
Indravarman I es el primer rey independiente conocido de la dinastía. Se le conoce por la concesión Jirjingi en plancha de cobre.

### Gobernantes de Kalinga (c. 498-1077 d. C.)
- Mittavarman (c. ??-498 d. C.)

(Rey de Ganga Oriental, señor feudal bajo el régimen de Vakataka)
- Indravarman I (c. 498–537)[45] (verdadero fundador de la dinastía)
- Samantavarman (c. 537-562)
- Hastivarman (c. 562-578)
- Indravarman II (c. 578-589)
- Danarnava (c. 589-652)
- Indravarman III (c. 652-682)
- Gunarnava (c. 682-730)
- Devendravarman I (c. 730-780)
- Anantavarman III (c. 780-812)
- Rajendravarman II (c. 812-840)
- Devendravarman V (c. 840-895)
- Gunamaharnava I (c. 895-910)
- Vajrahasta II (o Anangabhimadeva I) (c. 910-939)
- Gundama - I (c. 939-942)
- Kamarnava I (c. 942-977)
- Vinayaditya (c. 977-980)
- Vajrahasta IV (c. 980-1015)
- Kamarnava II (c. 1015, 6 meses)
- Gundama II (c. 1015-1018)
- Madhukamarnava (c. 1018-1038)
- Vajrahasta V (c. 1038-1070)
- Rajaraja Deva I (c. 1070-1077)[45]

### Gobernantestrikalingas(c. 1077-1434 d. C.)

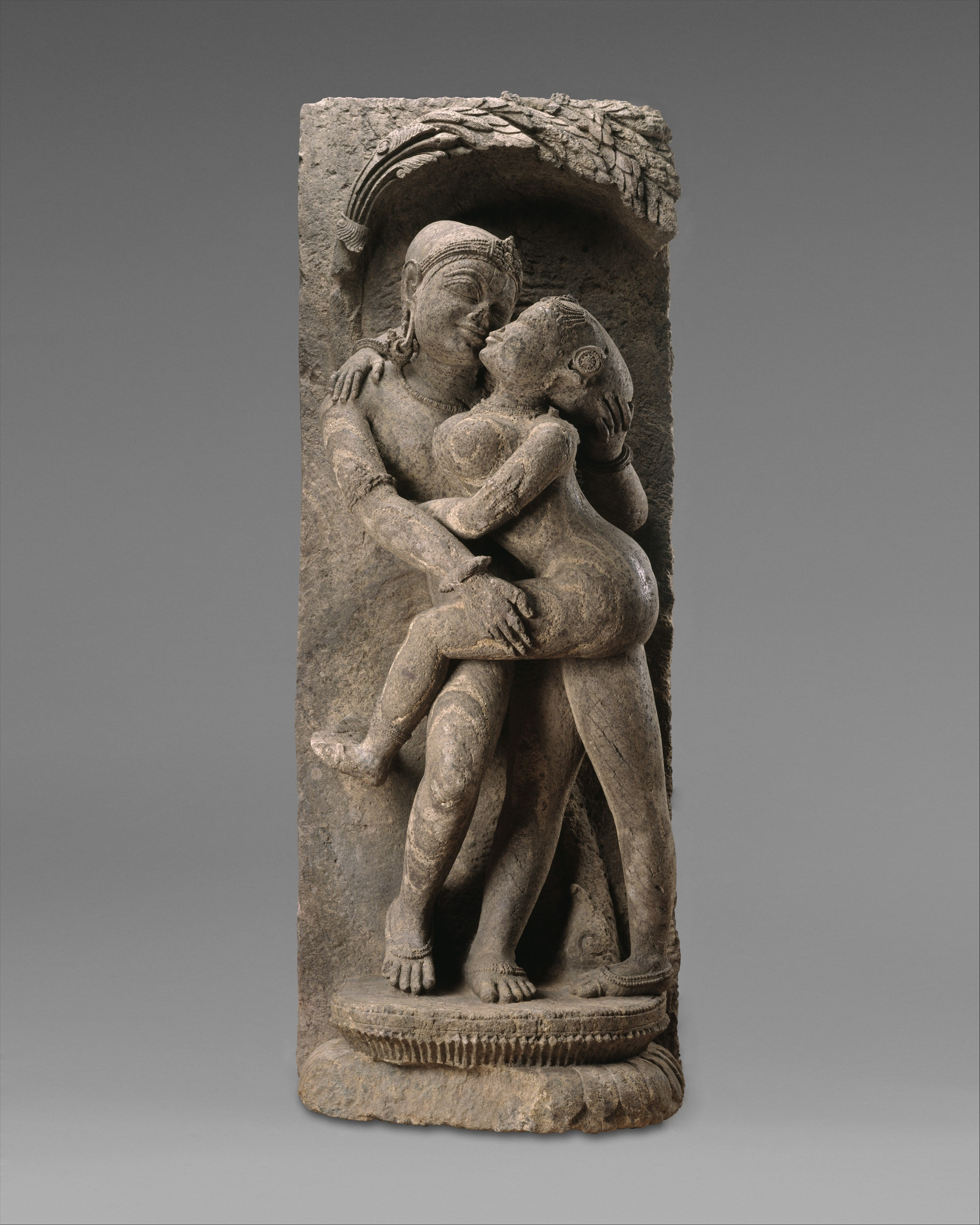
Pareja amorosa (Mithuna), siglo XIII, dinastía Ganga Oriental (Odisha).

- Anantavarman Chodaganga (c. 1077-1150)
- Kamarnnava Deva (c. 1150-1156)
- Raghava Deva (c. 1156-1170)
- Rajaraja Deva II (c. 1170-1190)
- Anangabhima Deva II (c. 1190-1198)
- Rajraja Deva III (c. 1198-1211)
- Anangabhima Deva III (c. 1211-1238)
- Narasimha Deva I (1238-1264)
- Bhanu Deva I (1264-1278)
- Narasimha Deva II (1279-1306)
- Bhanu Deva II (1306-1328)
- Narasimha Deva III (1328-1352)
- Bhanu Deva III (1352-1378)
- Narasimha Deva IV (1378-1425)
- Bhanu Deva IV (1425-1434) (último gobernante de la dinastía).

## Sistema de año de reinado (año anka)
El sistema del año Anka (Odia: ଅଙ୍କ Aṅka) es un sistema único de año regnal instituido por los reyes de la dinastía Ganga Oriental para fechar sus reinados. Tiene una serie de características únicas que calculan el año regnal de forma diferente a la duración real del año transcurrido durante el reinado. El sistema pervive en la actualidad y se utiliza en el calendario odia (panjis) y el año de reinado está marcado por el reinado titular del actual Maharajá Gajapati de la Casa de Gajapati en Puri.

## Moneda

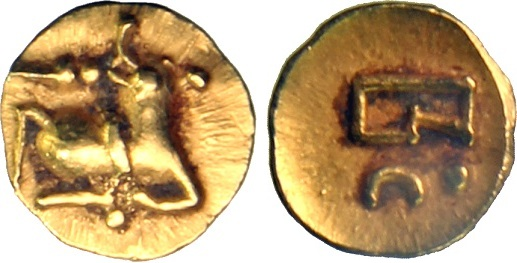
Un fanam (moneda) de la dinastía Ganga Oriental.

La moneda de Ganga Oriental consistía en fanams de oro. El anverso suele representar un toro echado junto con otros símbolos. En el reverso aparece un símbolo que representa la letra sa (de samvat, que significa año) flanqueado por cabriolas de elefante o una cabriola de elefante con un hacha de batalla, junto con un número debajo, que representa el año de reinado (año anka) del monarca regente. Algunas monedas también llevan la leyenda śrī rāma en el reverso sobre la letra sa.

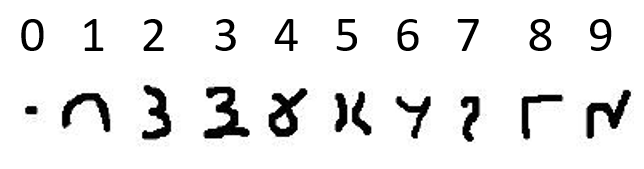
Números de la moneda de Ganga Oriental.

Un aspecto interesante de las fechas de las monedas de Ganga Oriental es que estas pueden ser las primeras monedas hindúes que utilizan números decimales para la datación. Las monedas fechadas anteriormente, como las de los sátrapas occidentales, los guptas, etc., utilizaban el antiguo sistema de numeración bráhmico con símbolos separados que representaban cada uno de los dígitos simples, símbolos separados que representaban múltiplos de diez de dos dígitos, como 20, 30, 40, etc., y otros símbolos separados que representaban números de tres dígitos como 100, 200, etc. Así, un número como 123 se escribía como 100-20-3. Sin embargo, las monedas de Ganga Oriental se escribían con los símbolos de un solo dígito y la posición del número indicaba el valor, como decenas o centenas, por lo que utilizaban el sistema numeración posicional.

## Legado
Al derrotar con éxito los intentos de invasión de los invasores musulmanes, se atribuye al Imperio Ganga Oriental haber servido de conservatorio de la religión, el arte y la cultura hindú en un momento en que la civilización autóctona de la India estaba en peligro debido a la masacre a gran escala de hindúes, el saqueo de ciudades, la profanación y destrucción de templos y las conversiones forzosas de la población hindú. El Imperio del Ganga también albergó la cultura y el arte que huían de otras partes de la India.
Los Gangas orientales fueron grandes mecenas de la religión y las artes, en tanto que los templos del periodo Ganga figuran entre las obras maestras de la arquitectura kalinga e hindú.

## Descendientes
- Primeros Gangas
  - Gangas Imperiales
    - Rama Paralakhemundi
      - Rama Badakhemundi
        - Rama Hindol

      - Rama Sanakhemundi

    - Rama Bamanda

  - Gangas de Svetaka Mandala
    - Rama Chikiti

### Rama Paralakhemundi
Una rama de la dinastía Ganga Oriental sobrevivió como los reyes del estado  Paralakhemundi, actualmente parte del distrito de Gajapati en Odisha. Se estableció en el siglo XIV cuando Narashingha Deba, un hijo del monarca de Ganga Oriental Bhanudeva II, fundó el reino Khemudi. Entre los vástagos de esta línea figuran:
- Jagannatha Gajapati Narayana Deo II (reinó desde 1751 hasta1771): ascendió al trono en un momento en que Odisha estaba desgarrada debido a los conflictos entre potencias externas como los mogoles, marathas, franceses y británicos por el control del territorio en el siglo XVIII.
- Krushna Chandra Gajapati (reinó como maharajá de Paralakhemundi desde el26 de abril de 1913-25 de mayo de 1974): fue una personalidad clave y considerado como el arquitecto de un Estado independiente unido de Odisha y pasó a convertirse en el primer primer ministro de la provincia de Orissa formada en 1936. Ocupó el cargo de Primer Ministro del 1 de abril de 1937 al 19 de julio de 1937 y por segunda vez del 29 de noviembre de 1941 al 29 de junio de 1944. El actual distrito de Gajapati en Odisha, que antes formaba parte del histórico distrito de Ganjam, lleva su nombre.[51][52][53]
- Gopinath Gajapati (maharajá titular desde el 25 de mayo de 1974 al 10 de enero de 2020): fue miembro del 9º y 10º Lok Sabha de la India y representó a la circunscripción de Berhampur de Odisha.
- Kalyani Gajapati (maharaní titular desde el 10 de enero de 2020): actual cabeza de la dinastía.[54][55]

### Rama Badakhemundi y Sanakhemundi
Esta línea desciende de la rama Paralakhemundi Ganga. En el siglo XVI, el rajá de Parlakhemundi, Subarnalinga Bhanu Deba, concedió partes de las zonas de Khimedi a su hijo Ananga Kesari Ramachandra Deba, cuyos descendientes a su vez dividieron el zamindari en dos ramas: Badakhemundi y Sanakhemundi.

### Rama Hindol
El principado de Hindol fue fundado en 1554 por dos hermanos, Chandradeva Jenamani y Udhavadeva Jenamani, pertenecientes a la familia del rajá Badakhemundi de Ganjam. El reino se adhirió a India y se fusionó con el estado de Odisha tras la independencia en 1947.

### Rama Bamanda
El reino de Bamra fue establecido por Saraju Gangadeb, hijo del administrador local Ganga oriental de la región de Patna, Hattahamir Deb, que era hijo del gobernante de Ganga Oriental Bhanudeva II. Hattahamir Deb fue derrocado en 1360 d. C. por Ramai Deva, de la dinastía Chauhan, que dirigió la fundación del estado de Patna, mientras que los jefes tribales instalaron a Saraju Gangadeb como gobernante de la región de Bamanda. Esto sentó las bases de la rama Bamanda de la dinastía Ganga Oriental. El reino se adhirió a la India y se fusionó con el estado de Odisha tras la independencia en 1947.

### Rama Chikiti
Esta rama eran los descendientes de la antigua rama de Svetaka mandala de los Primeros Gangas que se convirtieron en los zamindar de Chikiti. Los historiadores concluyen que los gobernantes de Chikiti procedían de la línea del gobernante Hastivarman de Ganga.

## Galería

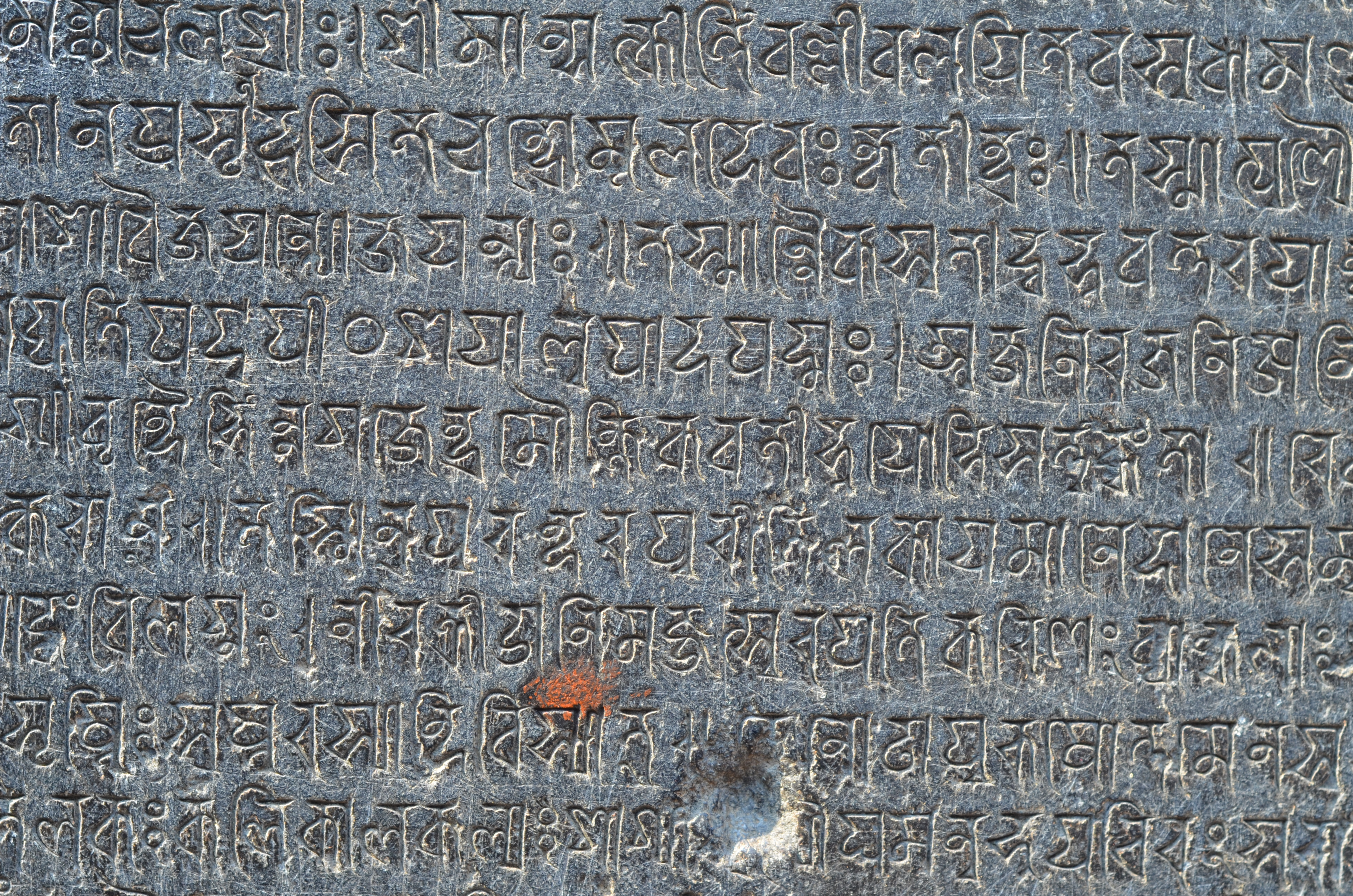
Inscripción del siglo XIII en el templo Ananta Vasudeva.
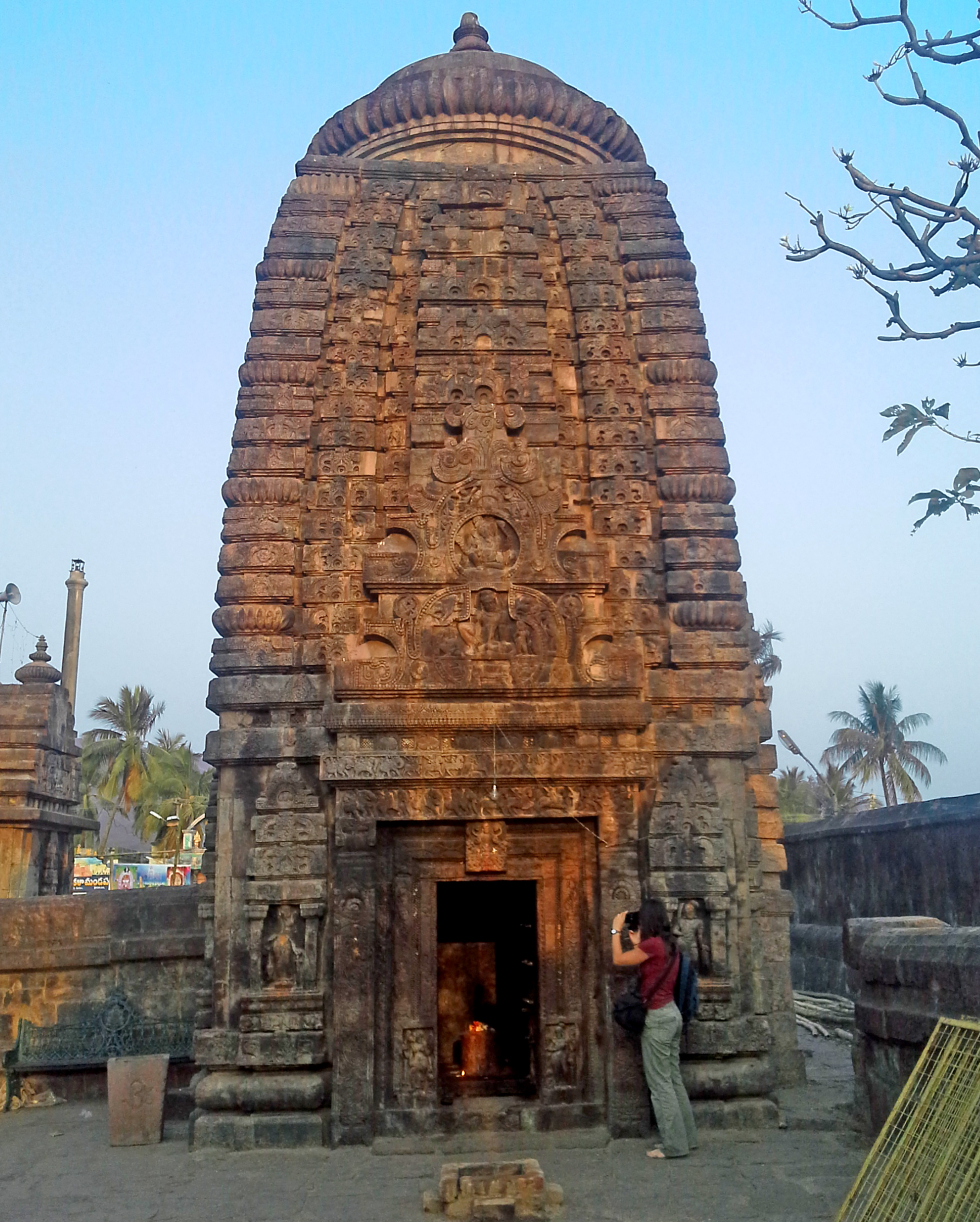
Un templo en el complejo Sri Mukhalingam.
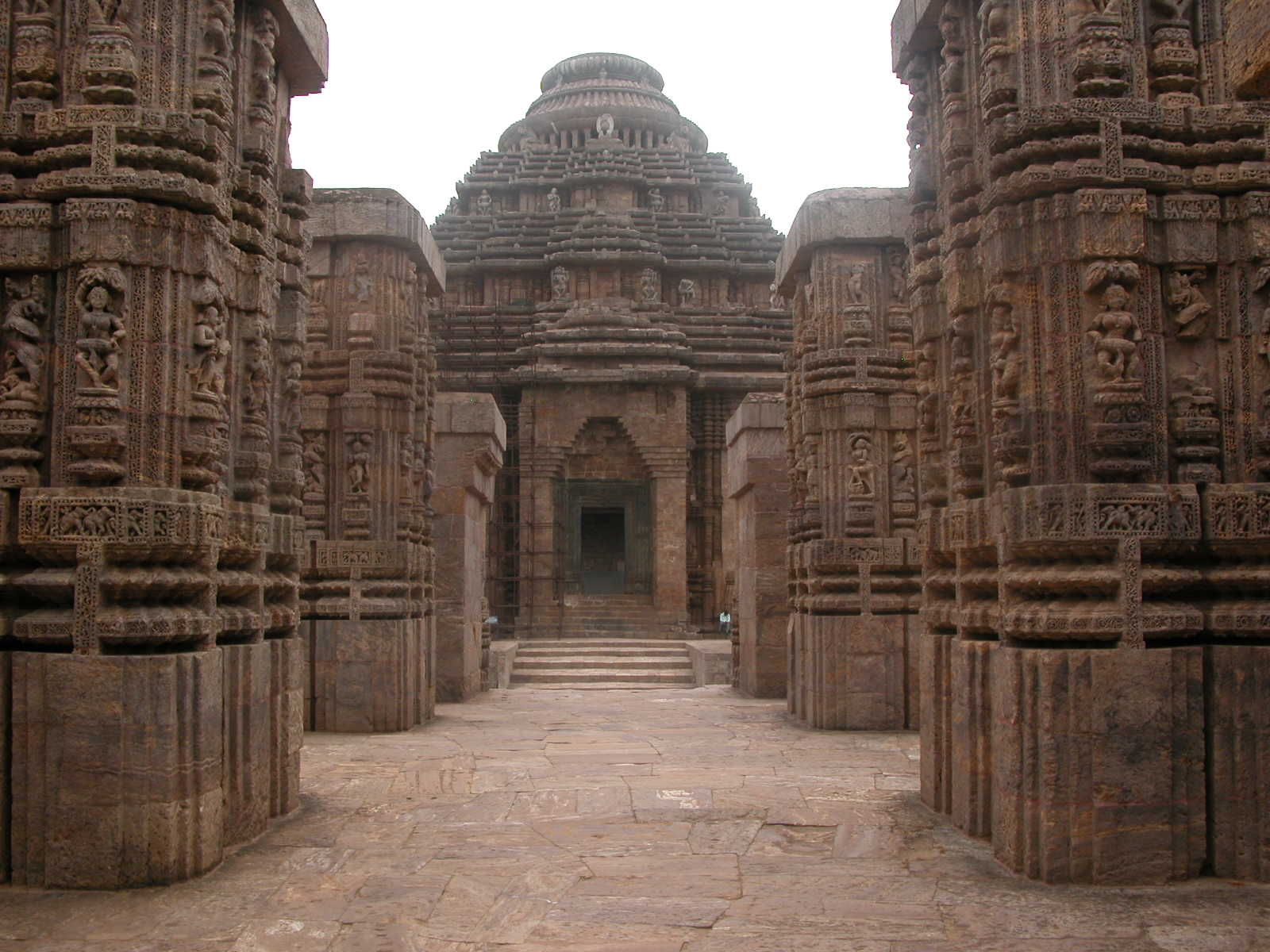
El Templo del Sol, en Konark (Odisha), construido por el rey Narasinghadeva I (1238-1264),[38] es hoy Patrimonio de la Humanidad.
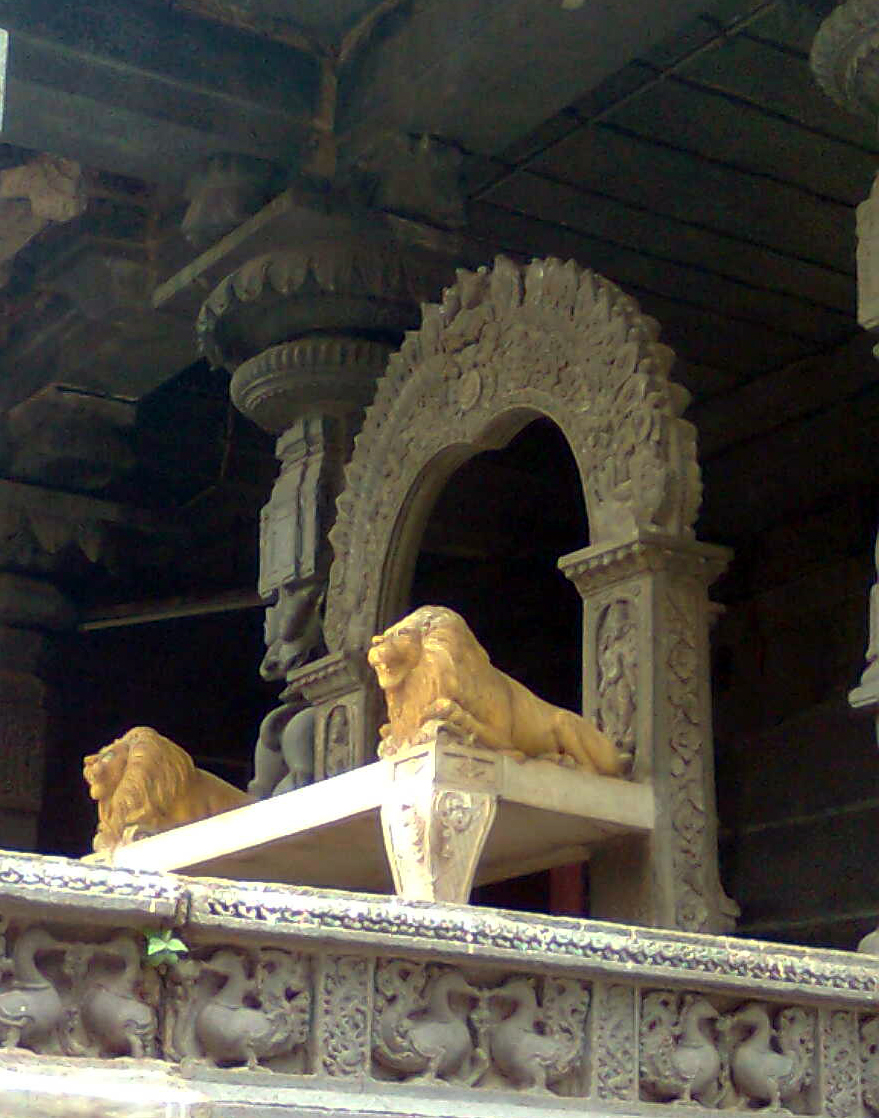
Un trono tallado en piedra en el templo de Simhachalam.